# 久保田隆 (浮月楼)
久保田 隆（くぼた ゆたか、1955年3月21日 - ）は、日本の実業家、ジャズピアニスト。浮月楼（株式会社浮月）代表取締役会長、ジャズクラブ「ライフタイム」オーナー。

## 人物・経歴
1955年3月21日、老舗料亭「浮月楼」の家に三男として生まれる。6歳上の兄・久保田学も学んだ立教高校に入学。兄から影響を大きく受けて育ち、高校で音楽部へ入部したのも、兄が「耳がいいからトランペットをやったらどうか」と勧めてきたのがきっかけであった。高校の音楽部の1学年下には佐野元春がいる。高校卒業後、立教大学社会学部観光学科（現：立教大学観光学部）に入学。高校時代同様に大学でも音楽漬けの日々を過ごすが、大学に行くとピアノがある教室でずっとピアノを弾き、夜はバーでピアニストの仕事をした。
1977年3月、立教大学を卒業すると、ジャズピアニストとして活動するが、バックバンドでは、譜面を見てすぐに弾かないといけない環境の中で実力不足を痛感し、音楽の道を離れることとなった。これから何をしようかと考えていた時、兄から「静岡に帰ってくるつもりがあるなら、まずは外で修業してこい」と働き口を紹介してくれ、1980年にプリンスホテルに入社。成田プリンスホテル、高輪プリンスホテルで勤務。プリンスホテルでサービス業の基礎を学んだ後、1983年に家業である浮月楼に入社する。1999年、社長であった兄・久保田学の死去に伴い、44歳で代表取締役社長に就任。2001年、レストラン浮殿開業、2007年、ジャズクラブ「ライフタイム」を開業。
静岡ロータリークラブ会長（2016年‐2017年）、静岡市料理飲食業協同組合理事長、静岡市ホテル旅館協同組合理事長などを歴任する。
浮月楼は、静岡で「けいきさん」と親しみを込めて呼ばれる江戸幕府第十五代将軍徳川慶喜が、1869年（明治2年）から20年以上も暮らした屋敷跡地である。慶喜公が愛した庭園も残り、現在は老舗の結婚式場・料亭として、経営を守り続けている。
また、同じく経営するジャズクラブ「ライフタイム」は、マッコイ・タイナー、ロン・カーター、渡辺貞夫などの著名ミュージシャンも演奏するなど、名門ジャズ・クラブに名を連ね、自身もピアニストとして演奏する。2021年5月末にライフタイムは、コロナ禍の影響で閉店したが、常連客などの有志たちのクラウドファンディングが目標額の4倍も集まり、昼にはコワーキングの場として活用するなど再度開店し、静岡の街にジャズの音色を再び奏でることとなった。
長嶋茂雄との思い出
浮月楼は、かつて読売巨人軍の定宿であったが、幼かった久保田は「テレビでしか見られない」ヒーローの登場に興奮して疲れたのか、選手が宿泊する大部屋の端で眠り込んでしまった。従業員が慌てて起こそうとすると、長嶋茂雄が「そのままにしておいてやりなさい」ととりなし、選手に交じって朝まで熟睡したという。後に久保田は「当時はよく分からなかったのですが、大人になって思い返すと、本当に懐の広い方だったんだなあ」とミスターの素顔に触れた感激を語っている。